# Kragsiska
Kragsiska (Crithagra xantholaema) är en fåtalig tätting i familjen finkar som enbart förekommer i Etiopien.

## Kännetecken

### Utseende
Kragsiska är en liten (11 cm), gråaktig siska med gul strupe och ett diagnostiskt tunt svart bröstband, som dock ofta är reducerat och syns mer som en svart fläck på bröstsidorna. I flykten syns en grönaktigt gul övergump. Liknande gulstrupig siska är nästan identisk med hona salvadorisiska och utanför utbredningsområdet är artbestämningen mycket svår.

### Läten
Sången är typiskt kanariefågelliknande, medan flyktlätet liknar gulstrupiga siskans "chewee" eller "tsree".

## Utbredning och systematik
Fågeln förekommer enbart på savann i Etiopien. Den behandlas som monotypisk, det vill säga att den inte delas in i några underarter.

### Släktestillhörighet
Tidigare placerades den ofta i släktet Serinus, men DNA-studier visar att den liksom ett stort antal afrikanska arter endast är avlägset släkt med t.ex. gulhämpling (S. serinus).

## Levnadssätt
Kragsiska hittas i rätt torr akaciabuskmark, enskogskanter, torra snår i wadis och närliggande förbuskad gräsmark. Den födosöker på marken i grupper om upp till sex individer, förmodligen på jakt efter frön, men har också noterats ta blommor och knoppar. Information om dess häckningsvanor saknas, men tros häcka mellan september och december.

## Status
Kragsiskan är en fåtalig art med ett globalt bestånd som uppskattas till endast mellan 2 500 och 10 000 vuxna individer. Den tros också minska i antal till följd av degradering av dess levnadsmiljö. IUCN kategoriserar arten som nära hotad.

## Namn
Fågeln kallades tidigare salvadorisiska på svenska, en hyllning till italienska ornitologen Adelardo Tommaso Conte Salvadori Paleotti (1835-1923) som beskrev arten 1896, men tilldelades 2023 ett mer informativt namn av BirdLife Sveriges taxonomikommitté. Arten har på svenska även kallats oromosiska.